# Tian xia di yi quan
Tian xia di yi quan, em mandarim; Tin ha dai yat kuen em, em cantonês; King Boxer, título original em inglês; 5 Fingers of Death, nos EUA (br: Cinco dedos de violência),(pt: O Rei das Artes Marciais), é um filme de Hong Kong de 1972, do gênero ação, dirigido por Jeng Cheong-Woh.

## Sinopse
Ji Hao é um jovem hábil nas artes marciais que foi enviado por seu mestre para treinar com um mestre ainda mais poderoso. Ji deve ser preparado pra usar a incomparável técnica dos "punhos de aço", e assim vencer uma importante competição de artes marciais. Um de seus adversários é o terrível Tung Lam, filho de Ming Dung-Shum, um mestre perigosíssimo e guerreiro brutal. Porém, quando Ming percebe que Ji Hao poderá derrotar seu filho, lhe prepara uma emboscada e transforma suas mãos em uma pasta de sangue. Cheio de ódio e com muita dedicação, Ji Hao consegue terminar seu treinamento a tempo de representar sua escola na competição, porém, os homens do Ming estão preparados pra impedi-lo.

## Elenco
- Lo Lieh.... Ji Hao
- Wong Ping.... Yin Yin
- Chiu Hung....
- Tin Fung.... Ming Dung-Shum
- Bolo Yeung.... lutador mongol
- Fong Min.... Shen Chin-Pei
- Gam Kei-Chu
- Tung Lam
- James Nam.... Han Lung
- Gung-Fan
- Chan Shen